# Amphistomus pygmaeus
Amphistomus pygmaeus là một loài bọ cánh cứng trong họ Bọ hung (Scarabaeidae).